# Xianlinchang (ort i Kina, Xinjiang Uygur Zizhiqu, lat 40,13, long 80,09)
Xianlinchang är en ort i Kina. Den ligger i den autonoma regionen Xinjiang, i den nordvästra delen av landet, omkring 740 kilometer sydväst om regionhuvudstaden Ürümqi. Antalet invånare är 408. Befolkningen består av 188 kvinnor och 220 män. Barn under 15 år utgör 24,0 %, vuxna 15-64 år 73 %, och äldre över 65 år 1,0 %.
Runt Xianlinchang är det ganska glesbefolkat, med 22 invånare per kvadratkilometer. Det finns inga andra samhällen i närheten. Trakten runt Xianlinchang är ofruktbar med lite eller ingen växtlighet.
Genomsnittlig årsnederbörd är 113 millimeter. Den regnigaste månaden är juni, med i genomsnitt 36 mm nederbörd, och den torraste är april, med 1 mm nederbörd.